# Traminda mundissima
Traminda mundissima là một loài bướm đêm trong họ Geometridae.